# Novosserguíievskaia
Novosserguíievskaia - Новосергиевская (rus) és una stanitsa del krai de Krasnodar, a Rússia. Es troba a 16 km al nord de Krilóvskaia i a 174 km al nord-est de Krasnodar, la capital.
Pertanyen a aquest municipi els possiolki de Vodorazdelni, Kliutxevoi, Otdelénia Nº 1 sovkhoza «Novosserguíievskoie», Otdelénia Nº 2 sovkhoza «Novosserguíievskoie», Otdelénia Nº 5 sovkhoza «Novosserguíievskoie» i Otdelénia Nº 6 sovkhoza «Novosserguíievskoie».